# Neophema pulchella
Neophema pulchella és una espècie d'ocell de la família dels psitàcids (psittacidae) que habita boscos poc densos, matolls i horts de l'est d'Austràlia, al sud-est de Queensland, est de Nova Gal·les del Sud i nord de Victòria (Austràlia).